# Rocznik Koszaliński
Rocznik Koszaliński – rocznik ukazujący się od 1965 roku w Koszalinie. Wydawcą jest Koszalińskie Towarzystwo Społeczno-Kulturalne oraz Polskie Towarzystwo Historyczne, oddział w Słupsku. Publikowane są w nim artykuły naukowe, recenzje, materiały dotyczące historii regionu koszalińskiego. 